# Il tempo dei miracoli
Il tempo dei miracoli (in serbo Време чуда?, Vreme čuda) è un film del 1989 diretto da Goran Paskaljević e tratto dal romanzo omonimo di Borislav Pekić. Il film è stato presentato alla Quinzaine des Réalisateurs del Festival di Cannes 1990.